# Guerrier (1754)
„Le Guerrier”  był francuskim okrętem liniowym zwodowanym w 1753 roku w porcie w Tulonie. W służbie od 1754 roku. Jego uzbrojenie stanowiły 84 działa. Zdobyty przez Brytyjczyków w bitwie pod Abukirem w 1798 roku. Jego dowódcą w dniu bitwy był kpt. Trullet.